# المویه
المویه (به عربی: المویه) یک منطقهٔ مسکونی در عربستان سعودی است که در استان مکه واقع شده‌است.